# Küttigkofen

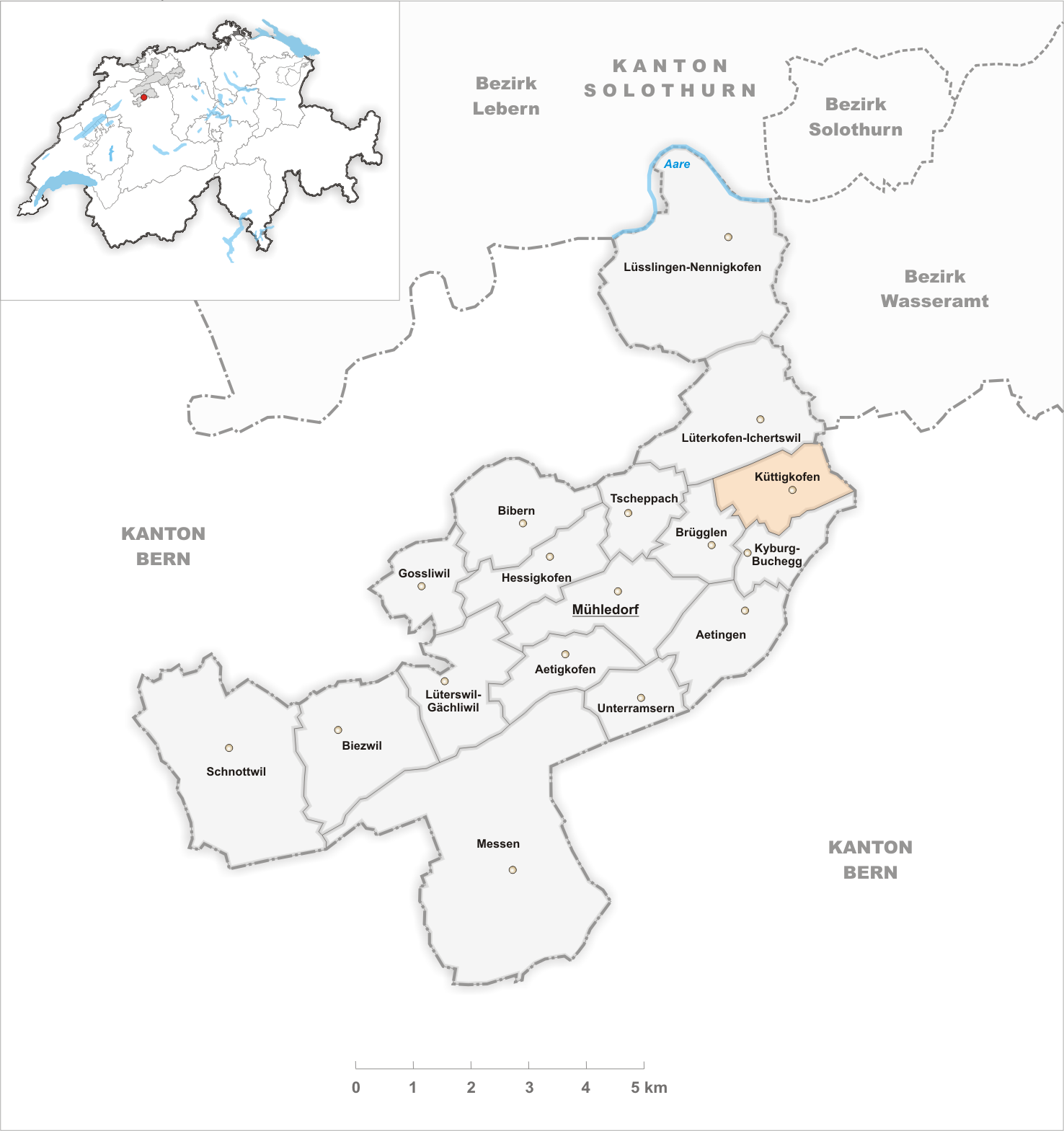
Gemeindestand vor der Fusion am 1. Januar 2014

Küttigkofen ist ein Dorf in der Gemeinde Buchegg im Schweizer Kanton Solothurn.
Bis zum 31. Dezember 2013 war es eine eigenständige Einwohnergemeinde. Am 1. Januar 2014 fusionierte Küttigkofen mit den damaligen Gemeinden Aetigkofen, Aetingen, Bibern, Brügglen, Gossliwil, Hessigkofen, Kyburg-Buchegg, Mühledorf und Tscheppach zur neuen Gemeinde Buchegg.

## Geographie
Küttigkofen liegt auf 481 m ü. M., sechseinhalb Kilometer südsüdwestlich des Kantonshauptortes Solothurn (Luftlinie). Das Strassendorf erstreckt sich beidseits des Mühlebachs in einer breiten Talmulde in der östlichen Randzone des Bucheggberges, im Solothurner Mittelland.
Die Fläche des 2,2 km² grossen Gemeindegebiets umfasst einen Abschnitt der Molassehöhen des Bucheggberges. Das Gebiet wird von Westen nach Osten vom Mühlebach durchquert, der westlich des Dorfes aus dem engen Mühletal in eine bis zu 500 m breite Talebene austritt. Diese Talebene wird im Süden durch den Kamm des Altisberg (494 m ü. M.) von der Ebene des Limpachtals, im Norden durch den Höhenrücken von Oberholz (mit 563 m ü. M. die höchste Erhebung von Küttigkofen) und Höchi (541 m ü. M.) vom Biberntal getrennt. Von der Gemeindefläche entfielen 1997 9 % auf Siedlungen, 31 % auf Wald und Gehölze und 60 % auf Landwirtschaft.
Zu Küttigkofen gehören einige Einzelhöfe und Aussensiedlungen.

## Bevölkerung
Mit 263 Einwohnern (Stand 31. Dezember 2013) gehörte Küttigkofen zu den kleinen Gemeinden des Kantons Solothurn. Von den Bewohnern sind 98,8 % deutschsprachig, 0,4 % französischsprachig und 0,4 % sprechen Englisch (Stand 2000). Die Bevölkerungszahl von Küttigkofen belief sich 1850 auf 196 Einwohner, 1900 auf 184 Einwohner. Danach pendelte die Bevölkerungszahl im Bereich zwischen 170 und 240 Einwohnern. Erst seit 1990 (211 Einwohner) wurde eine verstärkte Bevölkerungszunahme verzeichnet.

## Wirtschaft
Küttigkofen war bis in die zweite Hälfte des 20. Jahrhunderts ein vorwiegend durch die Landwirtschaft geprägtes Dorf. Die Wasserkraft des Mühlebachs wurde früher für den Betrieb einer Mühle und einer Sägerei genutzt. Noch heute haben der Ackerbau und der Obstbau sowie die Viehzucht einen wichtigen Stellenwert in der Erwerbsstruktur der Bevölkerung. Weitere Arbeitsplätze sind im lokalen Kleingewerbe und im Dienstleistungssektor vorhanden, unter anderem in einem Betrieb des Gartenbaus. In den letzten Jahrzehnten hat sich das Dorf auch zu einer Wohngemeinde entwickelt. Viele Erwerbstätige sind deshalb Wegpendler, die hauptsächlich in den Regionen Solothurn und Bern arbeiten.

## Verkehr
Die ehemalige Gemeinde liegt abseits der grösseren Durchgangsstrassen, ist aber von Biberist und Bätterkinden leicht erreichbar. Durch einen Postautokurs, welcher die Strecke vom Bahnhof Lohn-Lüterkofen nach Messen bedient, sowie durch den Rufbus Bucheggberg ist Küttigkofen an das Netz des öffentlichen Verkehrs angeschlossen.

## Geschichte
Die erste urkundliche Erwähnung des Ortes erfolgte 1316 unter dem Namen Obrenchüttenkofen. Spätere Schreibvarianten sind Kuttenkon (1321), Kutenkoven (1327), Chütikon (1344) und Küttikon (1370). Der Ortsname geht auf den alemannischen Personennamen Cuto zurück. Mit dem Suffix -igkofen bedeutet er so viel wie «bei den Höfen der Leute des Cuto».
Seit dem Mittelalter unterstand Küttigkofen der Herrschaft Buchegg, die Teil der Landgrafschaft Burgund war, 1391 von Solothurn erworben und zur Vogtei Bucheggberg umgewandelt wurde. Bis 1798 lag die hohe Gerichtsbarkeit beim bernischen Landgericht Zollikofen, während Solothurn mit dem Gerichtsort Aetingen die niedere Gerichtsbarkeit ausübte. Nach dem Zusammenbruch des Ancien Régime (1798) gehörte Küttigkofen während der Helvetik zum Distrikt Biberist und ab 1803 zum Bezirk Bucheggberg.

## Persönlichkeiten
- Karl Obrecht (1910–1979), Jurist und Politiker

## Sehenswürdigkeiten
Die ehemalige Mühle von 1794 wurde 1977 restauriert. Im Ortskern sind einige charakteristische Bauernhäuser aus dem 18. und 19. Jahrhundert erhalten. Küttigkofen besitzt keine eigene Kirche; es gehört zur Pfarrei Aetingen-Mühledorf.

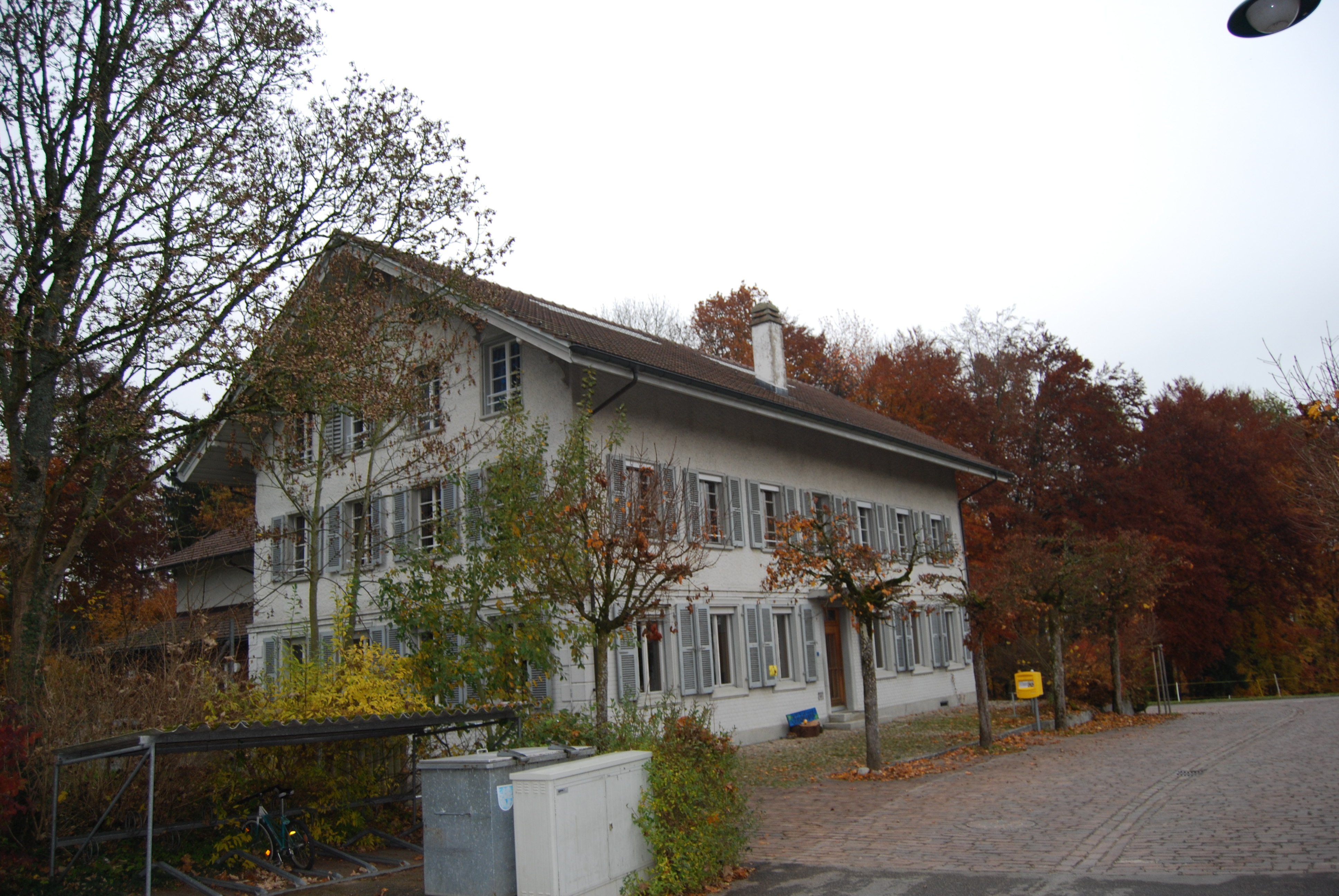
Schulhaus
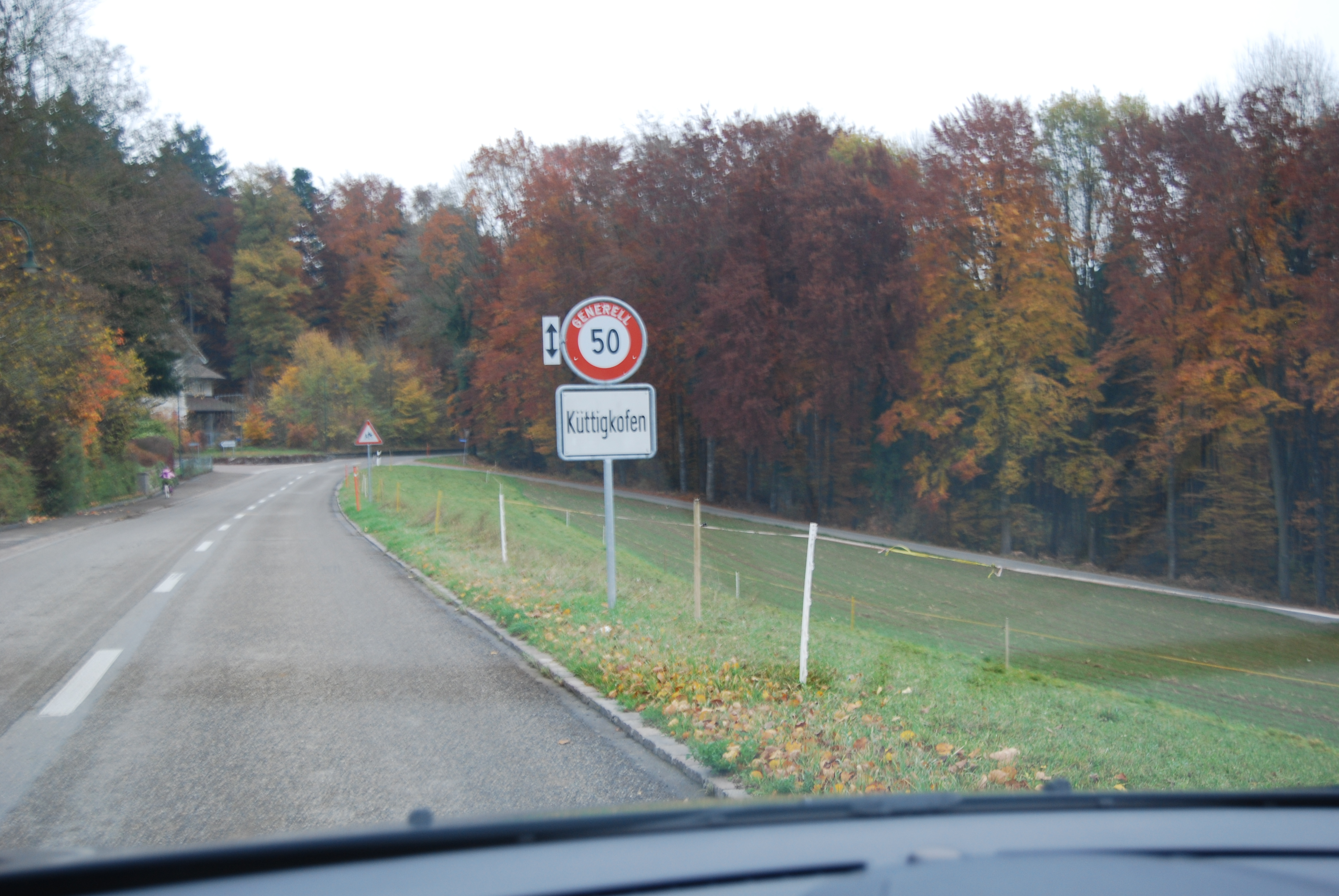
Ortseingang
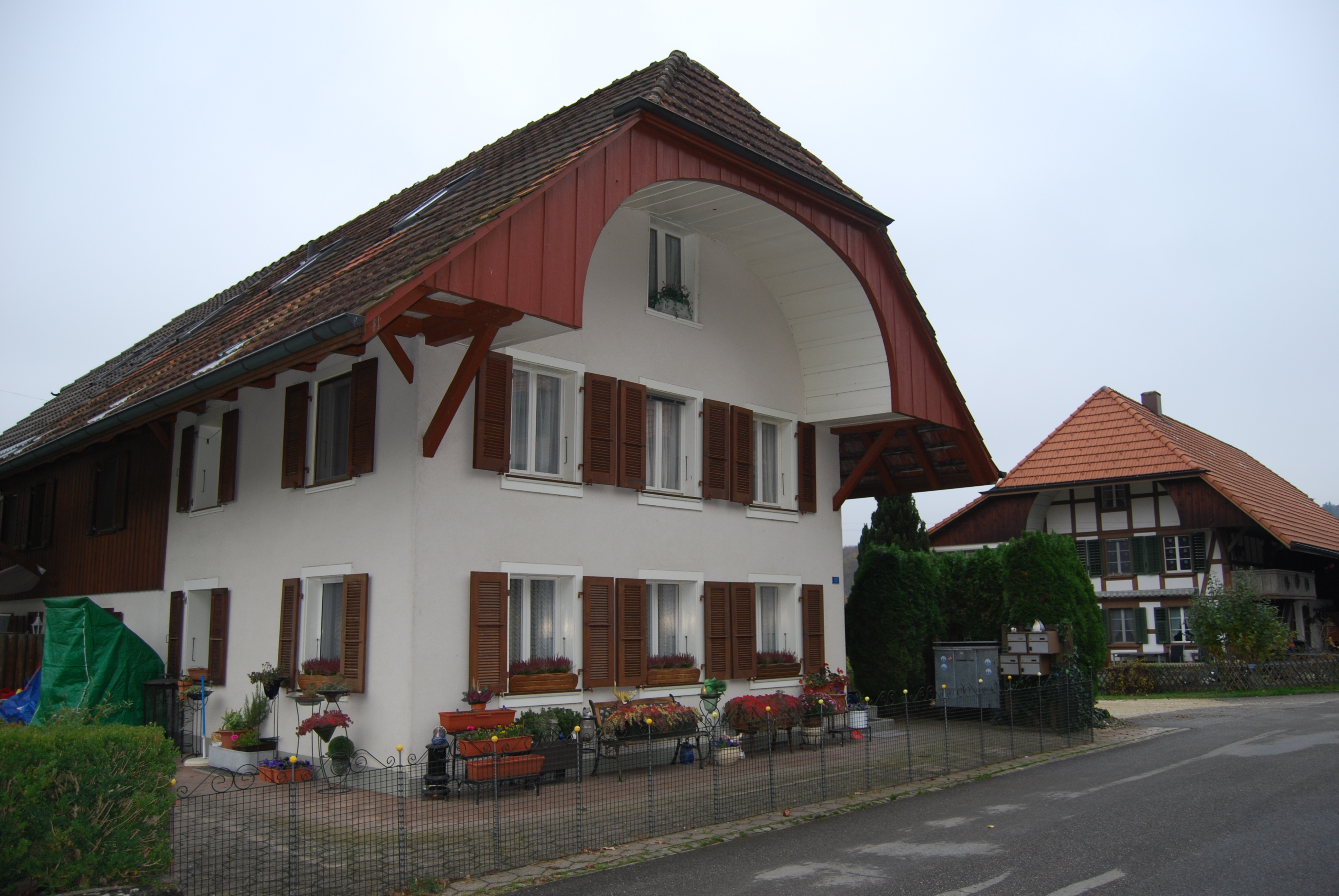
Alte Bauernhäuser in Küttigkofen

## Wappen
Blasonierung:
In Gelb grüne entwurzelte Buche; das blaue Schildhaupt bestreut mit einem Schwarm von sechs weissen Tauben im Flug nach rechts